# 築地市場

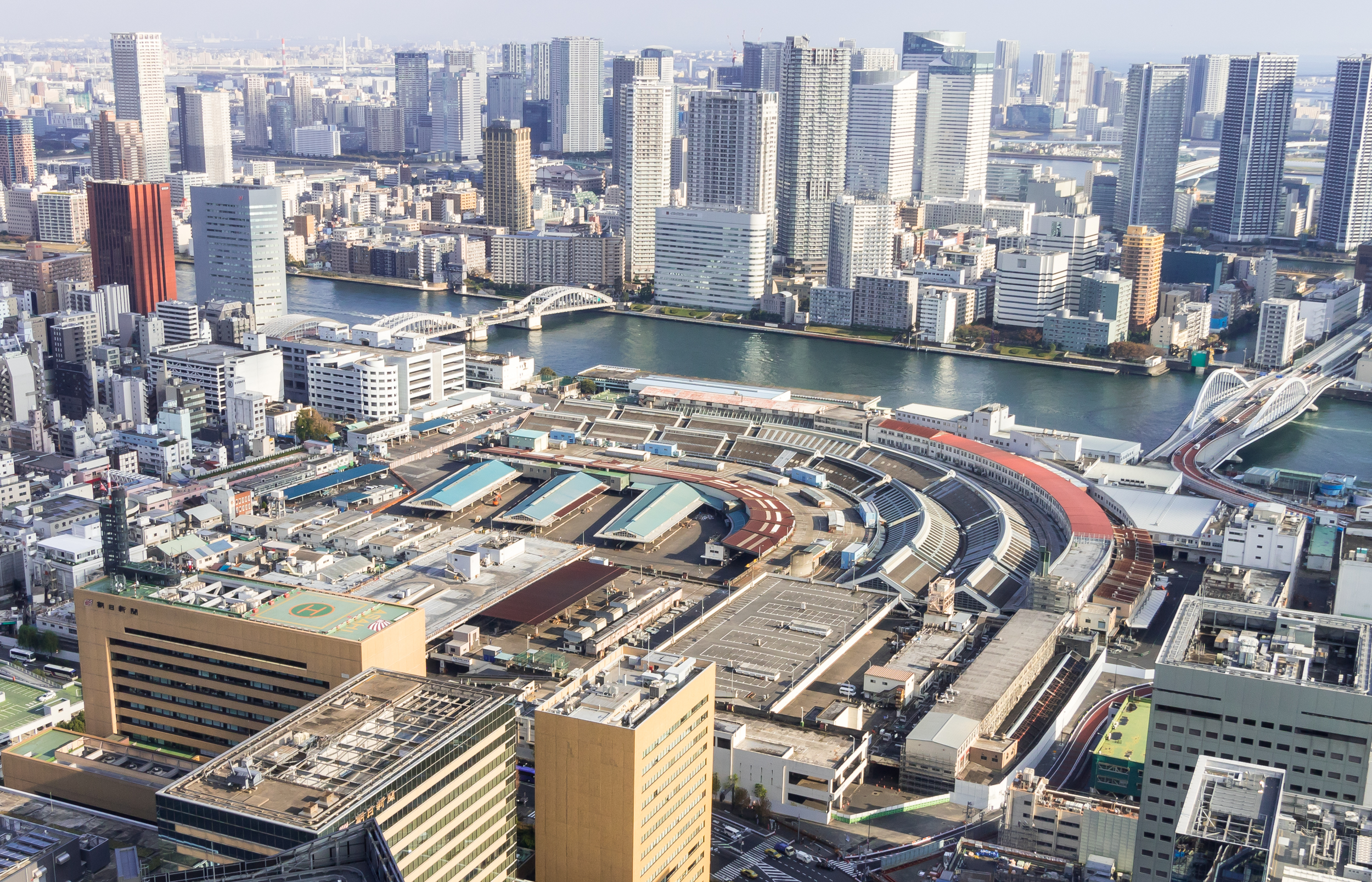
築地市場

築地市場（つきじしじょう）は、東京都中央区築地5 - 6丁目に1935年から2018年まで83年間にわたって使用されていた公設の卸売市場である。俗に「つきじいちば」とも読まれたが、開設上の正式名称は「つきじしじょう」が正しい。
2018年10月6日に営業を終了した。10月11日に豊洲市場（江東区豊洲）が開場し、同日解体工事が始まった。東京都内に11か所ある東京都中央卸売市場の一つ。その規模は金額ベースで日本最大であり（面積では大田市場（大田区東海）の方が広いが、取引金額は大田市場より大きかった）、知名度は群を抜いていた。
この項では隣接する築地場外市場についても記述する。

## 概要
築地六丁目にある駐車場の一部を除き、築地市場の所在地は「東京都中央区築地五丁目2番1号」。
築地市場は、面積約23ヘクタール (ha)。この中で、7の卸売業者と約1,000（うち水産約820）の仲卸業者によってせりが行われる。2005年の取扱数量は、全品目合計で約916,866トン（一日当たり水産物2,167トン、青果1,170トン）、金額にして約5657億円（一日当たり水産物1768百万円、青果320百万円）であった。
築地市場で取り扱っていた品目は水産物（取扱量は日本最大）のほか、青果（野菜・果物、東京では大田市場に次ぐ第二位）、鳥卵（鶏肉および鶏卵）、漬物、各種加工品（豆腐・もやし・冷凍食品等）だった。
競り場や大卸・仲卸があった建物は、大きな弧を描いている。これは国鉄東京市場駅がかつて存在していた名残である。この駅は築地市場と一体的に設置されており、線路は市場の外周部に沿うように敷設され、長大な鮮魚貨物列車の入線が可能だった。貨車から降ろしてすぐに競り売りが行われたため、
競り場や大卸・仲卸がこの場所にあった。しかし高速道路網の整備が進むと鮮魚の運送は貨物列車からトラックに移行し、取扱量は年々減少していき、1987年1月末をもって鉄道輸送は終了した。線路は市場内外でも撤去されているが、市場の青果門付近から朝日新聞東京本社の脇を通って旧汐留駅跡へと伸びる細い道路が線路跡であり、踏切の警報機も残されている。
銀座の繁華街が近い。他の地方の卸売市場では繁華街から1 km以内という立地条件はあまりない。

## 構造

### 市場内
正門
新大橋通りに面している築地市場の門。警視庁築地警察署中央市場交番、築地市場駅A1出口がある。道を隔てて国立がんセンター中央病院、朝日新聞東京本社がある。
青果門（せいかもん）
青果を扱うせり場付近にあることから命名された門。青果を運ぶトラックの往来が多かった。
勝鬨門（かちどきもん）
勝鬨橋に隣接する築地市場の門。付近には、市場の敷地内に「おさかな普及センター資料館」「築地市場厚生会館」、そして敷地外には勝鬨橋とその資料を集めて公開している「かちどき橋の資料館」、晴海通りを挟んでニチレイ本社がある。
海幸橋門（かいこうばしもん）
波除神社に隣接した築地市場の門。名前は築地川の支川に架かるアーチ橋の海幸橋があったことに由来している。支川は、現在は埋め立てられ駐輪場として中央区が管理運営している。橋の構造物は橋桁と欄干を除き撤去されている。
市場橋門（いちばばしもん）
新大橋通りに面する門のうち最も東（あるいは北）にある門。付近に市場橋があったことからの命名。通路は狭く裏門的な状況で築地市場から退場方向に一方通行である。
関連事業者営業所
市場の主幹業務を補完する関連事業者物品販売業と飲食業が軒を並べる場所。このエリアは、海苔屋・お茶屋・本屋・乾物屋・包丁屋という具合に取り扱い品目が規定されており、市場ならではの妻物屋などが存在している。飲食業については「飲食店」としか規定されておらず、近年、喫茶店が商売替えをしたり、IT関連企業が定食屋を買収したりするなどして、観光客を標的とした寿司屋が増えている。
時計台
東京都の建物の屋上に存在したが、現在は撤去されている。目の前の通路の名称に旧時計台通りとして残っている。
買荷保管所（かいにほかんじょ）
仲卸などで購入した商品を預かって貰う場所。場内数箇所に「特」「東」「西」「新」の異なる呼び名で存在する。集積された荷物を横付けされた自動車などに積み込み商店や飲食店に配達される。「潮待茶屋」あるいは単に「茶屋」と呼ばれている。これは魚河岸が日本橋にあった頃、魚は東京市内に張り巡らされた河川・運河などの水路を使って船で配達しており、満潮を待って仕事をしていたことに由来する。茶屋を使用するには契約が必要であった。
東京都市場衛生検査所
検査所に所属する食品衛生監視員が市場内に流通する食品の監視、検査と事業者に対する衛生指導を行っていた。東京都福祉保健局が管轄しており、足立市場と大田市場に支所がある。

### 市場の周囲・周縁部
築地場外市場
築地市場の周辺にも買出人を相手とする店舗が多数あり、「場外」と呼ばれる商店街を形成している。これに対して築地市場は「場内」と呼ばれる。場外は場内に比べ一般客や観光客が比較的多い。
波除神社（なみよけじんじゃ）
築地市場の海幸橋門（かいこうばしもん）に隣接している神社。埋立地の別称である築地の地名からも解かる通り、この付近一帯は埋立地である。江戸時代初期、万治元年（1658年）に築地本願寺からこの付近にかけて埋め立てが開始されたが、次々と波に洗われて工事は難航していた。しかし海中から発見された稲荷神の像を祀ったところ、風波が和らぎ工事が完了したとされている。これが「波除」の由来で、厄除けや航海安全の神として信仰されている。また、築地市場に隣接していることから「海老塚」「すし塚」「玉子塚」などの水産物や食品に関わる霊を祀る塚がある。

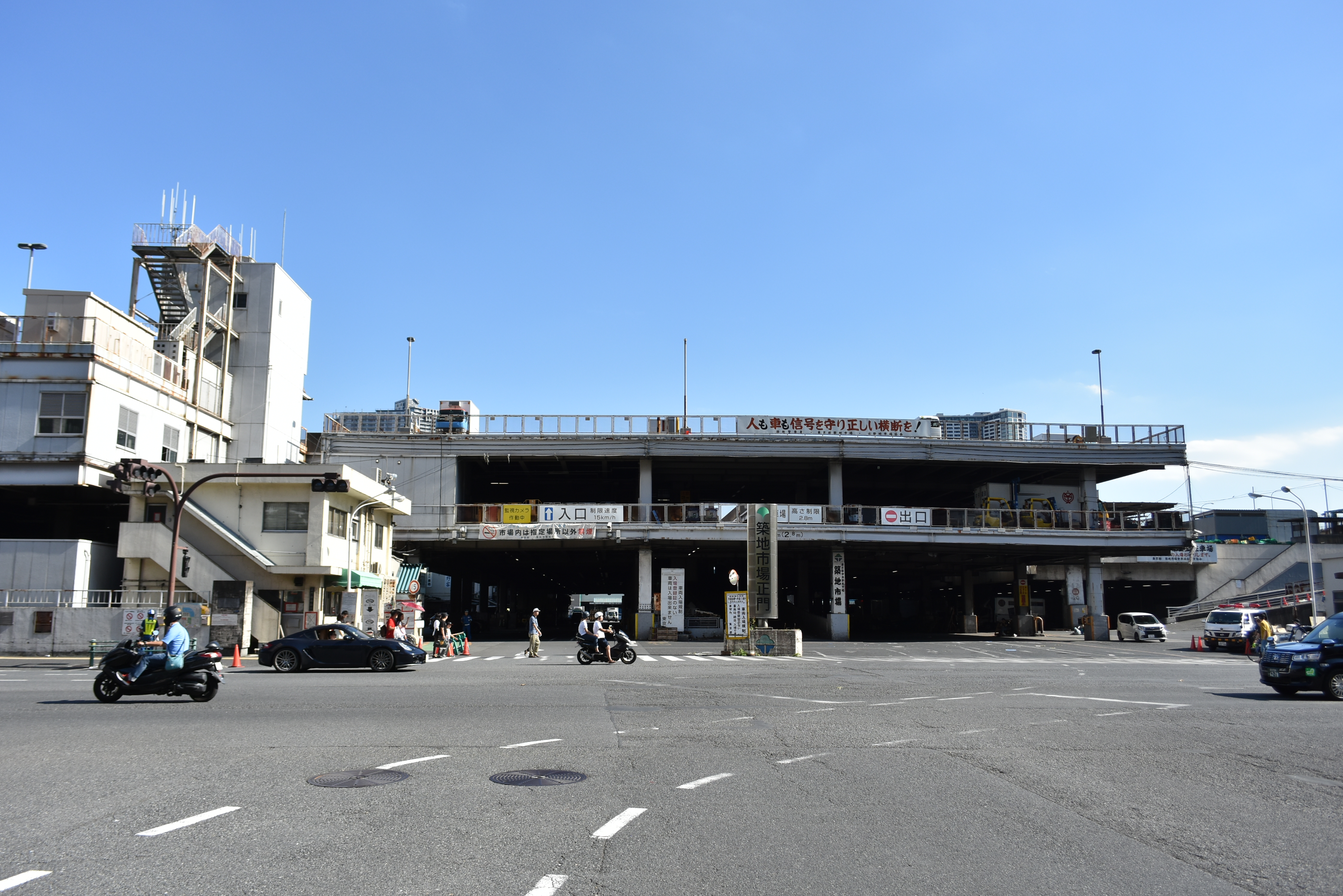
築地市場正門（2018年10月7日撮影）
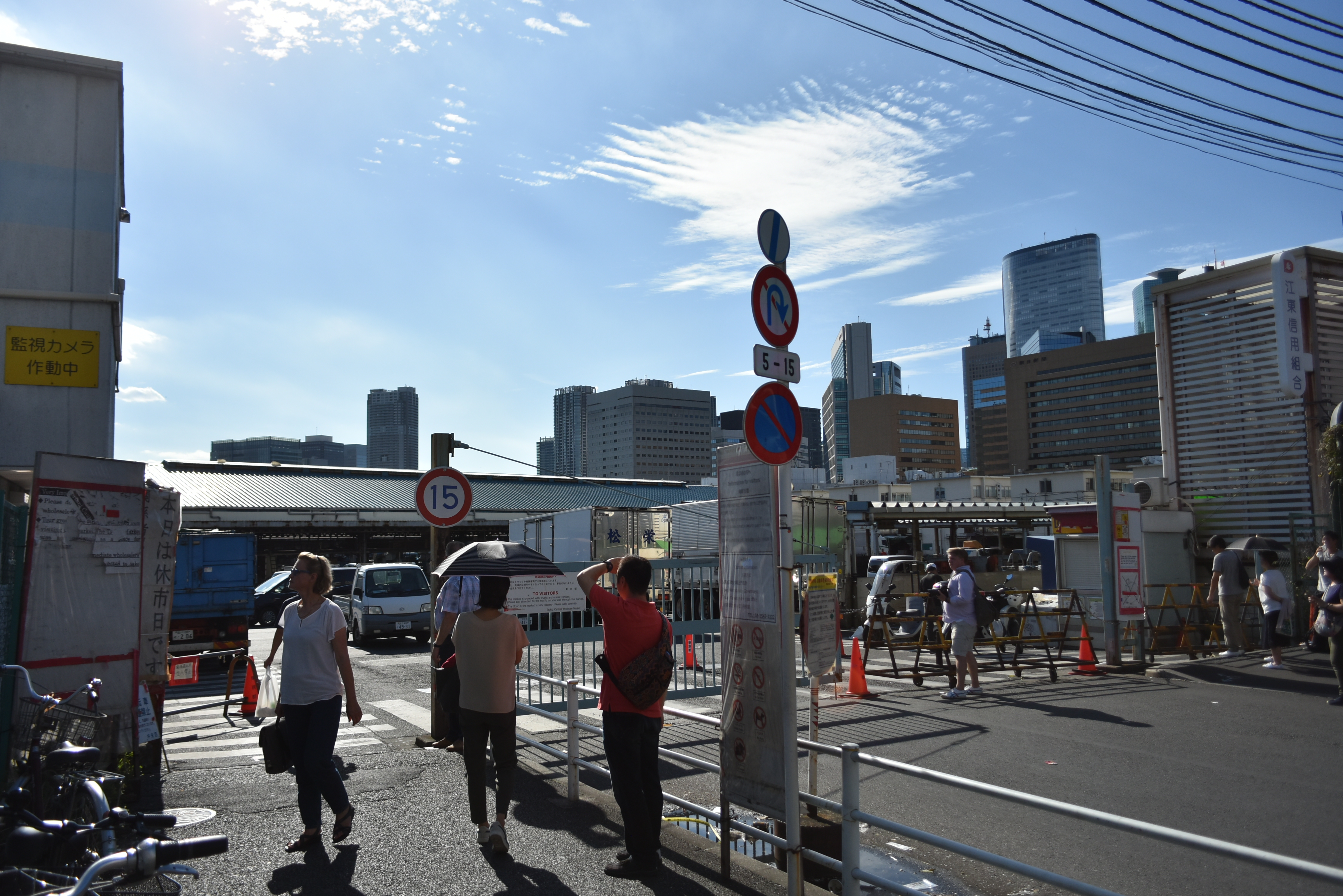
海幸橋門（2018年10月7日撮影）
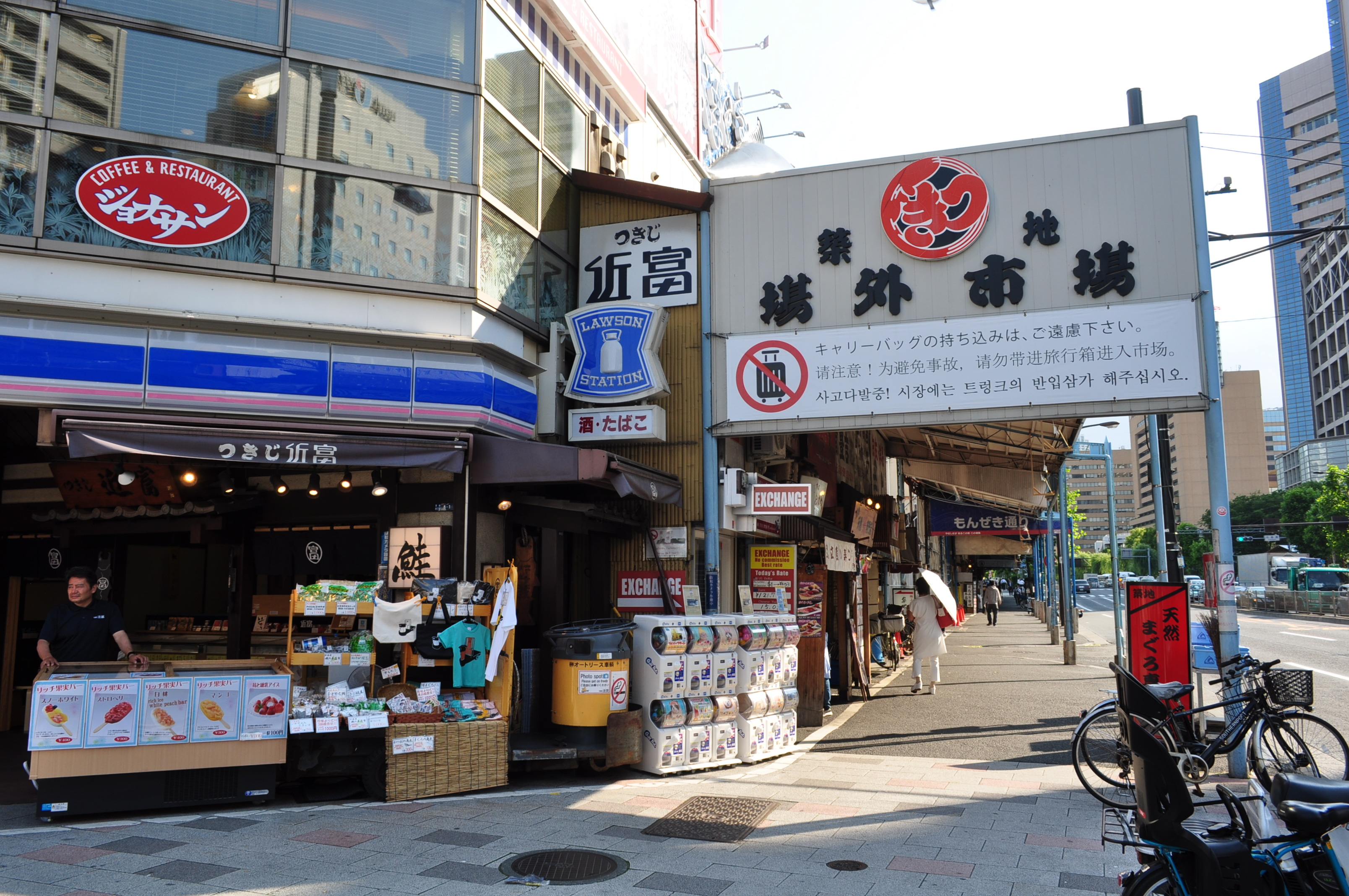
築地場外市場商店街入口（2018年5月24日撮影）
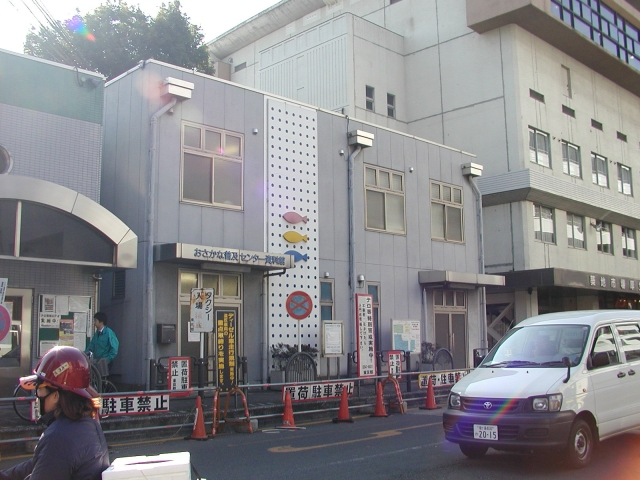
勝鬨橋前の入口にある「おさかな普及センター資料館」
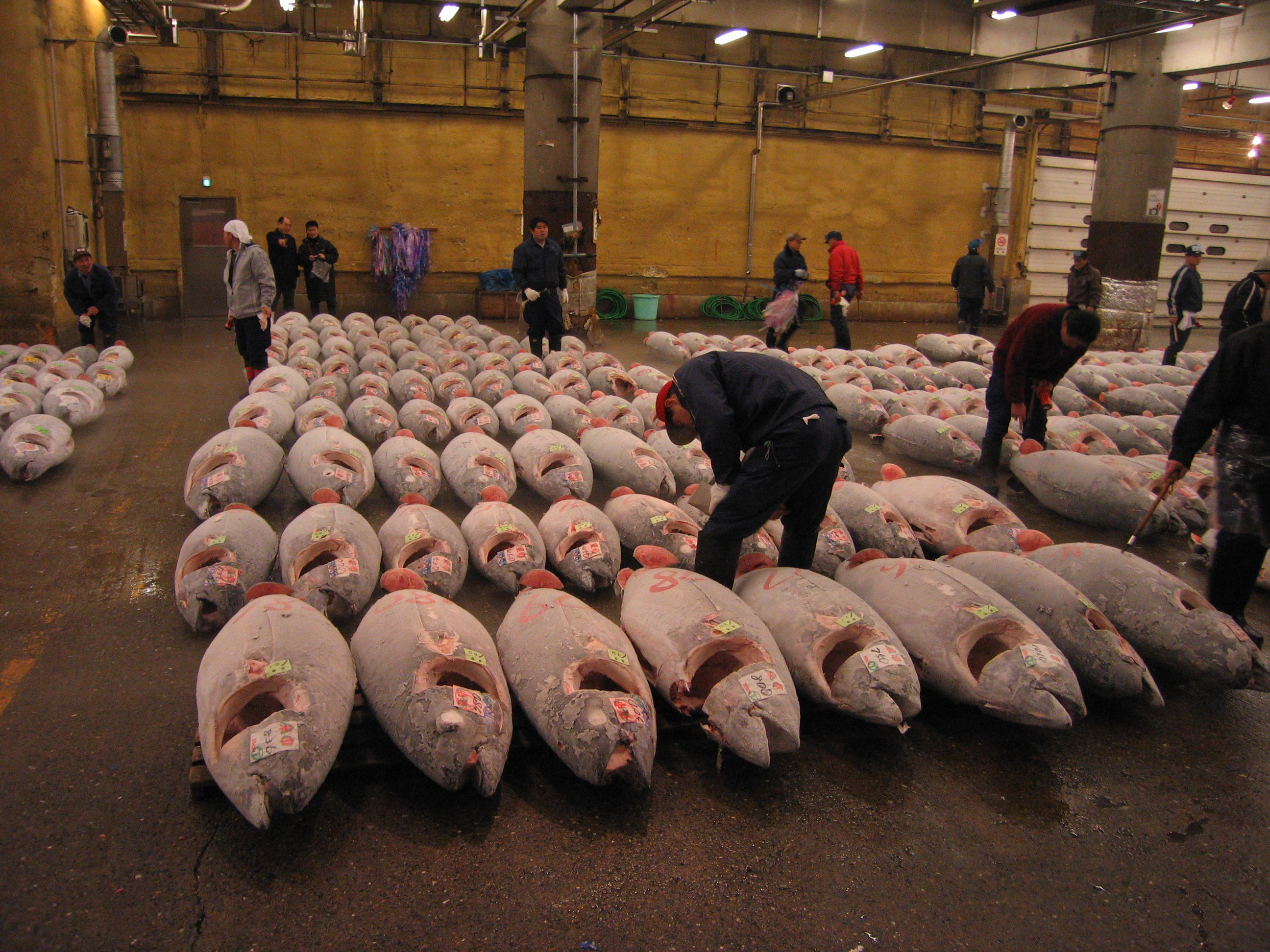
築地中央卸売市場での冷凍マグロのセリの様子

## 組織
中央卸売市場である築地市場では、開設者である東京都の管理監督のもと、水産部7社（水産加工品及び塩干魚を含む）、青果部3社（漬物、鳥卵を含む）の民間卸売会社が営業している。これらはいずれも、卸売市場法第三章に基づき所管である農林水産省から認可を受け、出荷者から委託ないし買い付けた物品を、せり売又は相対売によって仲卸業者・売買参加者等に卸売する者である。業界内では卸売会社を特に仲卸業者と区別するために「卸」ないし「大卸」「荷受」などと通称される。また、場内には仲卸業者が水産物部で596業者、青果部で101業者店舗を構えて営業していた。

### 水産部
- 東都水産
- 大都魚類
- 中央魚類
- 第一水産
- 築地魚市場
- 丸千千代田水産（加工品及び塩干、水産冷凍品のみ）
- 綜合食品（加工品及び塩干、水産冷凍品のみ）

なお、水産部卸売会社7社および東京北魚（足立市場）で東京都水産物卸売業者協会（卸協会）を組織している。東京都中央卸売市場は11場あるが、このうち水産物を取り扱っているのは築地、大田、足立の3場のみで、大田市場水産物部卸売会社は大都魚類大田支社、足立市場の水産物部卸売会社は大都魚類千住支社と東京北魚（中央魚類関連会社）である。このため、卸協会は築地市場水産物部卸売会社連合組織と、東京都中央卸売市場水産卸売会社の連合組織を兼ねている。

### 青果部
- 東京シティ青果
- 東京中央漬物（漬物類のみ）
- 東京中央鳥卵（鳥卵のみ）

### 東京都
東京都中央卸売市場の部局として築地市場が置かれている。
- 場長
  - 副場長
    - 管理課
    - 設備課
    - 水産農産品課

### 関係業者団体等
（括弧）内に略称を示す。
- 築地市場協会（市場協会）

以下に挙げる各関係業者団体の連絡会組織的な性格を持つ。2017年6月時点の会長は卸協会会長で中央魚類会長の伊藤裕康。

#### 水産関係
- 東京都水産物卸売業者協会（卸協会）

卸売会社の連合組織。
- 東京魚市場卸協同組合（東卸）

場内水産仲卸業者596業者が加盟する場内の最大組織。東卸は仲卸業者間の利害調整や冷蔵庫等の必要設備の共同調達、管理、経営指導、開設者である東京都との制度調整などを行っている。各仲卸業者は取扱品目ごとに「業会」と呼ばれる組織（たとえば、マグロを専門に扱う仲卸業者なら「大物業会」、海老類なら「海老協会」など）を結成し、各業会を通じて東卸に理事を推薦して選出している。逆に、各業会は東卸の専門部会のような役割を果たし、同業間の情報交換に加え卸売会社との交渉や各種行事の実施を行っている。
- 大物業会
- 海老協会
- 鮮魚業会
- 特種物業会
- 合物業会 など

- 東京魚市場大口卸協同組合（大口組合）

主として東卸組合および大物業会に加盟する仲卸業者が加盟している。組合員業者の事務代行などを行っている。
- 一般社団法人丸商水産物卸（丸商）

仲卸業者の支払い事務代行。
- 東京魚市場買参協同組合（買参組合）

売買参加者（東京都知事の承認を受けた大口消費者、加工業者、小売業者等で、卸売業者から買い受けることができる者、築地市場では2016年4月1日時点で292業者）の組合。2017年3月時点で商社、加工業者、場外問屋、スーパーマーケット、専門店などの267業者が加盟。
- 東京魚商業協同組合（魚商）

小売業者団体。主として市場に買い出しに来る鮮魚店（魚屋）の加盟する組合。

#### 青果関係
- 築地市場青果連合事業協会（事業協会）

以下に記す青果関係の各団体の連絡会組織的な性格を持つ。2017年6月時点の会長は築地商組理事長で銀泉代表取締役社長の泉未紀夫。東京シティ青果の鈴木敏行社長とマル中組合の山田安良理事長が副会長を務める。
- 築地本場青果卸売協同組合（マル中組合）

場内仲卸業者のうち買参番号31○○番台の業者の組合。
- 東京築地市場青果仲卸協同組合（マル本組合）

場内仲卸業者のうち買参番号32○○～33○○番台の業者の組合。
売買参加者
- 築地東京青果物商業協同組合（築地商組）

東京都から築地市場青果部で卸売会社から直接せり売り・相対売りでの購入を認可された売買参加者のうち最大の組合。
- 東京都築地本場青果物商業協同組合（マルT組合）
- 中央青果物商業協同組合（マル中組合、又はマル央組合）
- 東京都果物商業協同組合築地支所（果協）
- 東京神田青果物商業協同組合築地支所（神田商組築地支所）

東京神田青果物商業協同組合築地支所は2015年に解散し、築地東京青果物商業協同組合神田支所として再編された。現在は築地商組が業務を引き継いでいる。
- 築地市場青果部買出人連合会

青果部買出し人の連絡組織。東京近隣の青果店（八百屋）などが加盟している。

#### その他（場内関連事業者等）
- 築地市場関連事業者等協議会（築地関連協）（→#構造の「関連事業者営業所」を参照）
- 東京都中央卸売市場築地商業協同組合
- 東京中央市場飲食業協同組合
- 築地市場青果部関連事業者組合
- 小揚会社連合会
- 築地市場加工地域協議会（加工協）
- 潮待茶屋企業組合
- 買荷保管企業組合（→#構造の「買荷保管所」を参照）

### その他
- 東京都市場衛生検査所（衛検）（→#構造の「東京都市場衛生検査所」を参照）

## 歴史
江戸時代から、東京の食品流通を担ってきた日本橋魚河岸を始めとする市場群が、1923年（大正12年）9月1日に起きた関東大震災で全壊した。9月17日、日本橋魚市場組合が芝浦で仮営業を開始。そして12月、隅田川や汐留駅といった水運、陸運に恵まれていた旧外国人居留地（築地居留地）の海軍省所有地(海軍大学校、造兵廠、水路部などの施設があった）を借り受けて、臨時の東京市設魚市場を開設したのが、築地市場の始まりとなる。
- 1927年（昭和2年）3月3日 - 築地本場用地1万2239坪92を取得[6]。
- 1935年（昭和10年） - 現在の位置（京橋区築地）に東京市中央卸売市場が開設された。
- 1945年（昭和20年） - 日本の敗戦により廃止された海軍経理学校が、米軍により接収され、キャンプバーネス（憲兵隊が駐屯し、兵舎・娯楽室・射撃場・病院・ドライクリーニング工場・ガソリンスタンドなどが設けられた）となり、接収解除後に市場の一部となった。
- 1954年（昭和29年） - ビキニ環礁でのアメリカ合衆国による水素爆弾の核実験（キャッスル作戦ブラボー実験）により被曝した、第五福竜丸の水揚げ水産物であるマグロやヨシキリザメが、同年3月15日築地市場へ入荷、これらは強い放射性物質を有し、築地市場は混乱状態に陥った。セリは中断され、残った水産物も軒並み相場は値つかずとなった。行政は被曝水産物を場内の地中に埋めるよう指示し、埋めた地点に「原爆マグロ」の塚を建立、現世にその災禍を伝えている（2006年時点、市場再整備等により一時的に夢の島第五福竜丸展示館に移設）。現在は市場の外壁に記念プレートが掲げられている。
- 1955年（昭和30年）3月31日 - 接収全面解除[6]。
- 1965年（昭和40年）2月11日 - 東京都中央卸売市場開設30周年記念式典開催[6]。
- 1966年（昭和41年）10月1日 - 関西鮮魚特急「とびうお号」運行開始[6]。
- 1968年（昭和43年）10月1日 - 三陸鮮魚特急「東鱗1号」運行開始[6]。
- 1985年（昭和60年）2月13日 - 東京都中央卸売市場開設50周年記念式典開催[6]。
- 1987年（昭和62年）1月31日 - 築地市場国鉄引込線廃止[6]。
- 1993年（平成5年） - 築地場外市場商店街振興組合設立[6]。
- 1995年（平成7年） - 都営地下鉄大江戸線（当時都営地下鉄12号線）築地駅（仮称）の工事に伴い、市場地下を調査することとなり、第五福竜丸当時の骸が発掘されるのではないかとマスメディアを賑わせたが、何らの骸も発掘されることはなかった。
- 1995年（平成7年）3月20日、地下鉄サリン事件が発生。最寄り駅（当時）の築地駅で最多の被害者が出たこと、付近の聖路加国際病院が救急患者を多数受け入れたことから、終日混乱した。
- 2000年（平成12年）12月12日、築地市場駅が都営地下鉄大江戸線全線開通と同時に開業（敷地内に出入り口がある）。
- 2001年（平成13年） - 東京都が東京都卸売市場整備計画（第7次）を策定、築地市場の豊洲移転を正式決定[7]。
- 2006年（平成18年）12月1日 - NPO法人築地食のまちづくり協議会設立[6]。
- 2013年（平成25年）環状2号線建設のため、市場から除外した土地から環境基準を超えるヒ素などが掲出された（一般への発表は2017年(平成29年)）。
- 2016年（平成28年）11月19日 - 「築地魚河岸」プレオープン[6]。
- 2017年（平成29年）
  - 2月以降、豊洲市場が開場し、ほぼ同時期に築地市場は解体され、中央卸売市場の機能を新市場へ引継ぐ計画であったが、豊洲市場の土壌汚染問題により延期された[8]。
  - 2月28日 - 「都民の健康と安全を確保する環境に関する条例」に基づく土壌汚染状況調査を行っていなかったことが発表された。
  - 5月2日 - 上記の土壌汚染調査を実施。
  - 5月11日 - 簡易調査により、敷地内より環境基準を上回るベンゼンが検出された。
- 2018年（平成30年）
  - 10月1日 - 「築地魚河岸」グランドオープン[6]。
  - 10月6日 - 卸売市場としての営業を終了、同日より豊洲市場へ資材等引越し開始[9]。
  - 10月11日 - 豊洲市場が開場。同日より旧市場施設の解体工事着手。また跡地の一部にて都道50号環二通りの整備工事が開始。
- 2019年（令和元年）12月3日 - 東京都は、解体作業の工期を当初予定の2020年（令和2年）2月末から6月26日まで延ばすと発表した。アスベストをふくむ建材を使用していたことで除去工事の必要が出たためという。
- 2020年（令和2年）7月22日 - 上屋解体工事が完了（一部工区での解体工法変更によりやや延期）。その後、翌2021年（令和3年）に開催された東京五輪・パラリンピックの輸送拠点として活用された。
- 2024年（令和6年）4月19日 - 東京都は、市場跡地の再開発について、三井不動産、トヨタグループ、鹿島建設、清水建設、朝日新聞社、読売グループなど11社によるグループを事業予定者に選定したと発表した[10][11]。最大5万7000人収容の可変型多目的屋内競技場を中心として、研究開発拠点や商業・MICE施設、陸海空の交通拠点などを整備する計画としている[12]。

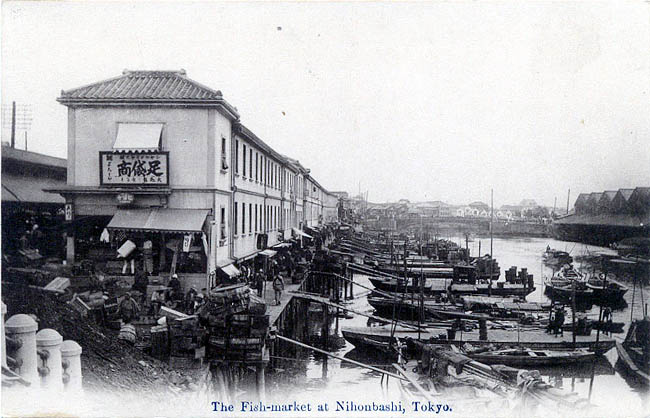
日本橋魚河岸
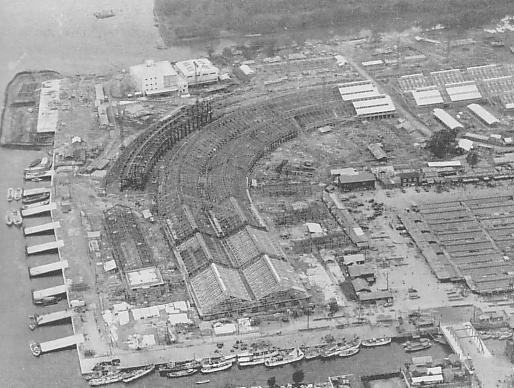
建設中の築地市場
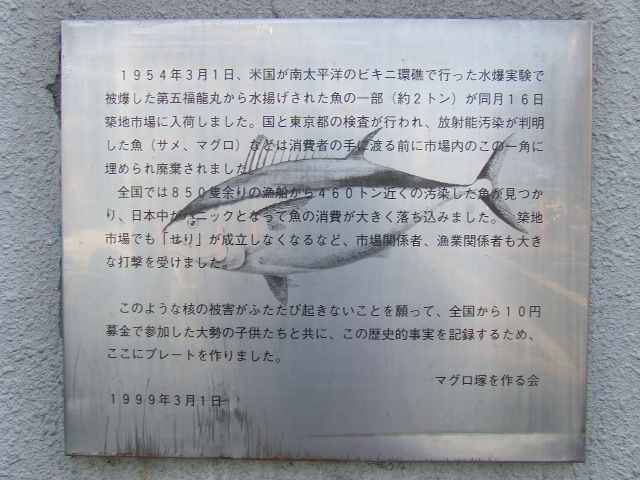
第五福竜丸のプレート

## 観光地としての築地市場と場外市場
築地市場の扱う生鮮品の良さや食堂棟のグルメがマスコミに頻繁に取り上げられるようになったこと、築地市場の売り上げの減少により業者以外の入場規制の解除を行い観光客の誘致を働きかけるようになり、一般の見学客や購買客が大勢訪れるようになった。現在は東京の観光ガイド本はもちろん、外国人向け旅行ガイドブックにも築地が取り上げられ、日本の観光地の一つとなっている。
2018年10月11日以降、築地の卸売機能は豊洲市場へ移る。卸売市場に隣接して約460の小売・飲食店が営業する商店街「築地場外市場」（後述）は同年9月27日、一般投票の結果に基づき、卸売機能移転も現在の名称を使い続けると発表した。同年10月1日には、中央区がにぎわい維持のために開設し、約60軒の生鮮小売店が入る施設「築地魚河岸」が開業した。
上記のように、築地市場の別称である場内市場と、築地市場に隣接した商店街である場外市場とがある。市場敷地内は東京都管轄の卸・仲卸・関連事業者と呼ばれる業者販売を前提とした店であるが、場外市場は通常の商店街と同じである。飲食店や小売店の小規模な仕入れに対応するだけでなく、一般客や観光客を相手にした店が多い。
- 休市日の場内はほとんどの店が営業していない（場外もおよそそれに倣う）。
- 場内は午前中でほとんどの店が閉店する。
- 日曜日・祝日は基本的に休市。
- 日曜日を除いて祝日を含めた月2回ほど不定期で休市が設定されており、平日の休市は水曜日となっている（休市日の魚屋や飲食店の商品は前日仕入れの場合がある）。
- 年末年始とお盆を除き原則的に3連休はない（2連休以下になるように開市される）。

観光客・一般客の急増に伴い、本来は立ち入り禁止区域の入所も黙認していたが、市場のルールやマナーに反する観光客・一般客が増え、市場本来の業務に支障を来すなどの問題も起きた。対策として2008年（平成20年）4月から、卸売場への立ち入りを原則禁止、冷凍マグロの競り場にロープで区切った見学エリア設置・時間限定（午前5時 - 午前6時15分）で容認、注意事項パンフレット（5ヶ国語）の用意、等が講じられた。しかし、改善の兆しがあまり見受けられないことから規制を強化、観光客・一般客は2008年（平成20年）12月15日から2009年（平成21年）1月17日までの予定でマグロなどの水産物や青果の競りを行う区域を立入禁止とした。マグロは国際取引禁止提案否決での関心もあり、2010年（平成22年）3月頃から見学者が500人を超えることがあった。同年4月8日 - 5月8日には年始年末以外で初めてマグロ競り見学禁止となったが、各国在日大使館等への事前連絡による周知が不足していたこともあり、知らずに訪れた外国人観光者と揉める場面も見られた。最悪の場合、全域立ち入り禁止にもなりかねない状況であったが、その後はマグロ競りの見学に時間制限や定員を設けたり、見学時間を原則午前9時以降にしたりするなどの制限にとどまった。
同様に2011年3月14日には、3月11日に発生した東日本大震災後は、地震の影響を踏まえて7月25日までマグロの競り会場の見学が禁止された。この時もマグロのセリ会場以外は通常通り見学することはできたが、余震や津波の影響が残ることから、市場内の見学を控えるように要請した。
この後、同7月26日からマグロセリ会場の見学が再び解禁（年末年始は従来通り見学不可のまま）となったが、
1. 見学者数を1日当たり140人→120人（いずれも当日申し込み先着順）とする
2. 受付開始を午前4:30から午前5時に繰り下げる
3. 見学は「前半」と「後半」の2部構成は今まで通りだが、それぞれのパートの入場者数を70名ずつから60名ずつに減らす。また見学時間を「前半の部は 5:00 - 5:40 から 5:25 - 5:50 に」「後半の部は 5:40 - 6:15 から 5:50 - 6:15 に」それぞれ変更する

という改正を行っている
築地は中央卸売市場として集荷分配・価格決定をする公共市場としての性格が強く、もともと業者（小規模店・飲食店・料亭など）向けの卸売価格で販売されていることが多い。場外市場も台東区上野・御徒町のアメヤ横丁などと異なり、過度の値引き交渉を前提とした価格設定は基本的にされていない。観光客や一般客を前提とした店舗もあり、商品の購入自体は小口買いの業者も多いことから一般消費者だからといって断られることはないが、アメ横などと同一視して値引きなどを要求すると断られる場合も多い。

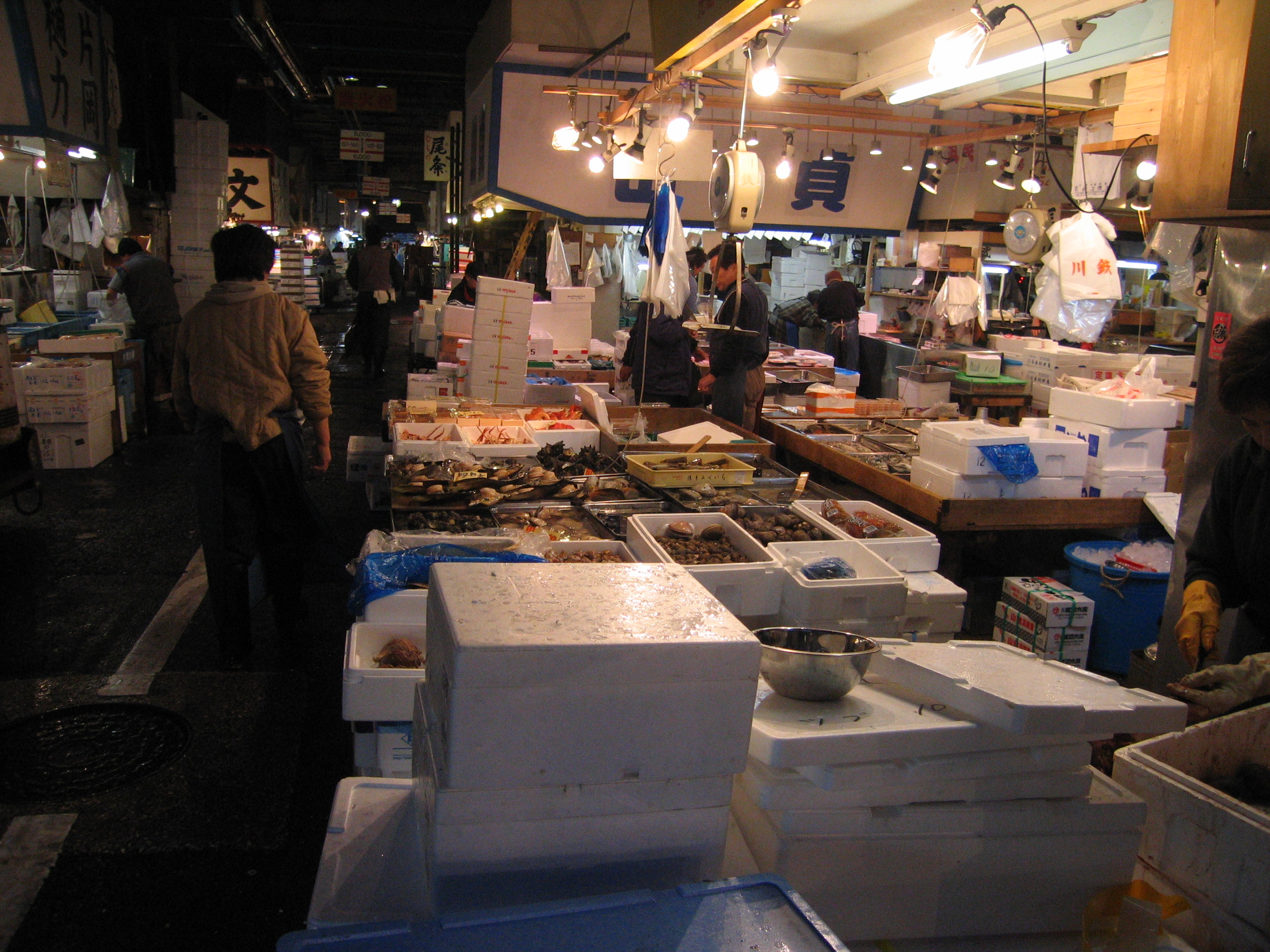
築地市場
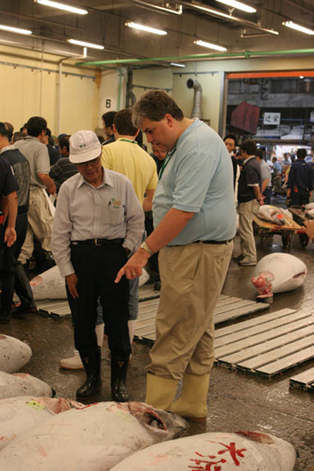
築地市場を視察するアメリカ合衆国保健福祉副長官代理エリック・ハーガン（右）
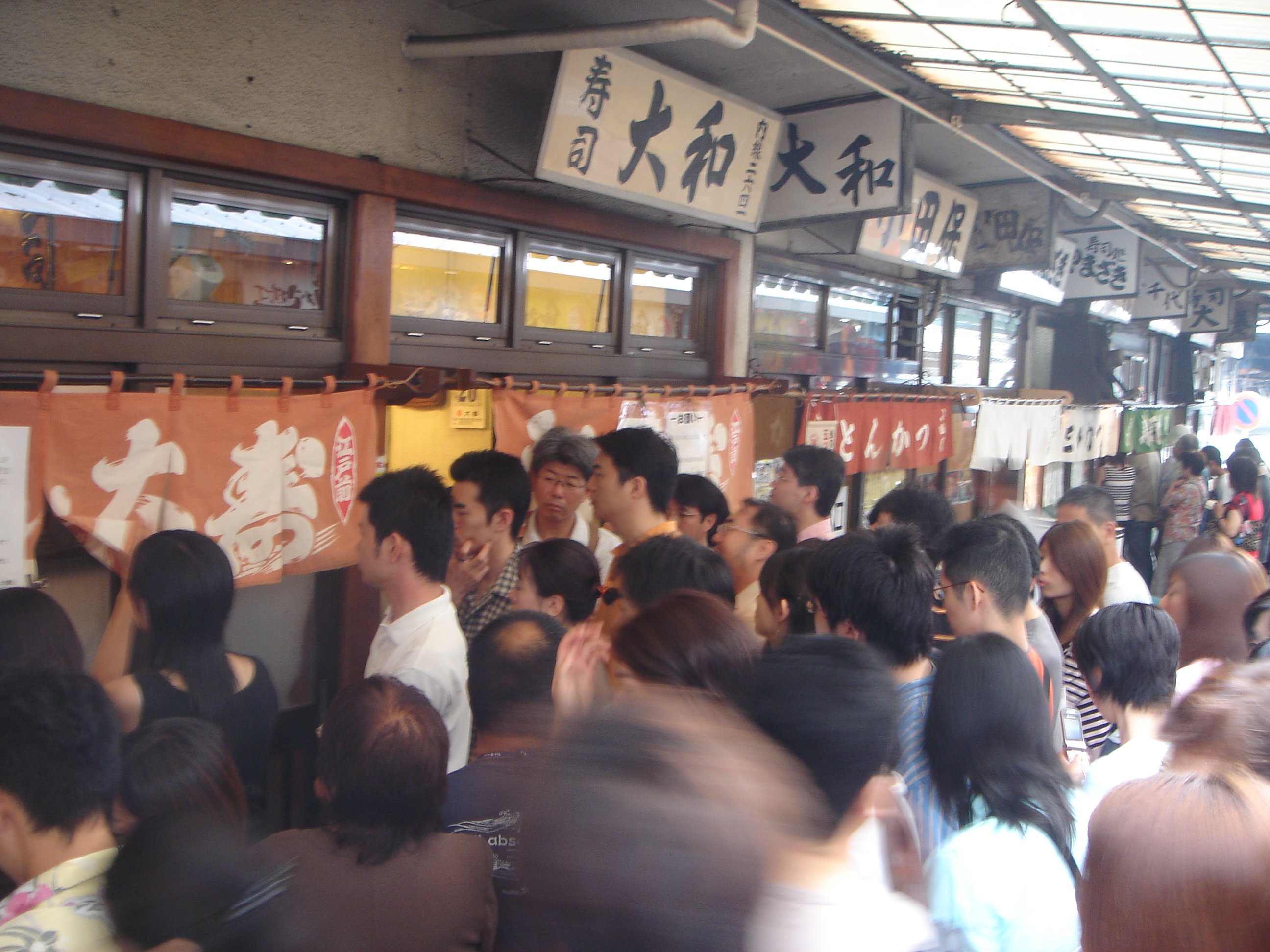
混雑する場内の寿司屋
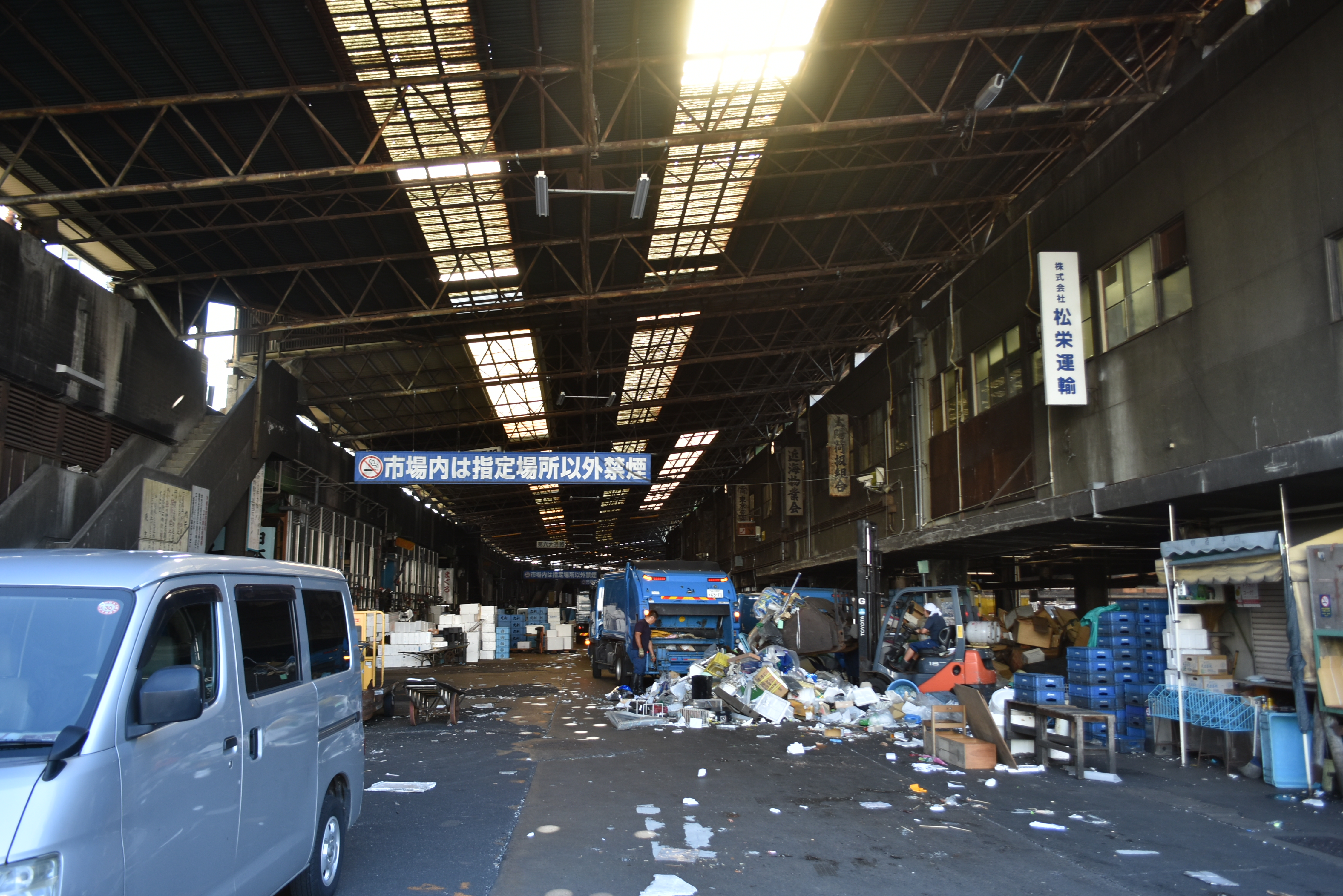
移転後の卸売場（2018年10月7日撮影）

## 市場移転
構造の古さもあり、1970年代以降散発的に市場の移転が検討されてきた。2000年代後半から2010年代前半にかけて移転に向けた事業が本格的に進められ、江東区豊洲（東京ガス跡地）への移転が決定した。決定当初は2016年11月と予定され、市場設備も完成した状態にあったが、豊洲市場の土壌汚染対策に不備があるとして延期された。最終的に移転は2018年10月11日に決定したが、場内に入居する仲卸業者などに対する補償など、延期のためにかかる費用も問題になった。
東京都は、築地解体工事に際して、老朽施設に含まれる有害な石綿（アスベスト）の飛散防止、餌が豊富な市場に棲み着いているネズミの駆除を行う計画である。
また地元の中央区が、行き場を失う猫を保護する方針を表明している。
築地市場閉鎖後は工事関係者以外立ち入り禁止となったが、移転に反対する団体が制止を振り切り無断で敷地内に入る騒動が起きている。市場内に所有物を残している水産物仲卸業者に対して、東京都の申し立てを受けた東京地方裁判所が11月22日付で、土地と建物の明け渡しを命じる仮処分を決定した。

## アクセス
周辺の公共交通機関拠点や道路・交差点は、築地市場至近であることにちなんで命名されたものが多い。名称が定着していることから、下記にある築地市場駅の駅名や、正門付近の交差点「中央市場前」「市場橋」、区道「市場通り」に改称の予定はない。「築地市場正門前」から「国立がん研究センター前」へ改称された都営バス停留所には「（築地市場駅前）」と付記されている。 
- 鉄道
  - 卸売市場への最寄り駅は都営地下鉄大江戸線の築地市場駅であった。2018年10月以降も営業する場外市場へは他にも東京メトロ日比谷線築地駅と、東銀座駅（都営地下鉄浅草線も乗り入れ）、東京メトロ有楽町線新富町駅なども近い[27]。
- バス

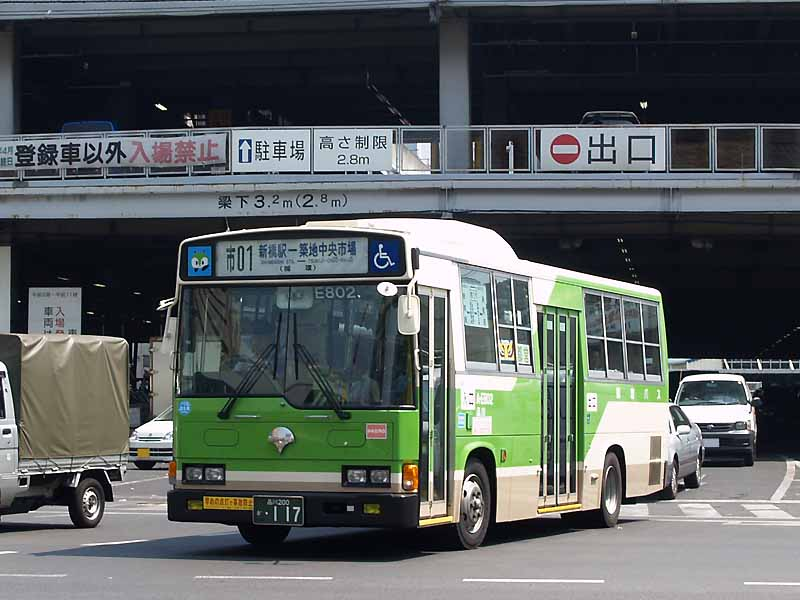
都営バス市01系統

- 新橋駅前から出ている都営バスの市01系統が築地市場の場内にある築地中央市場停留所を経由して循環運行していた。都バスで最も短い路線であった。到着した車両は場内に係留され時間調整されることから、往路復路の経路は同一ではないが実質は往復運行に近い。午前8時と9時台は場内が混雑するため場内には入らず、新大橋通りに面した正門前の交差点向かいにある朝日新聞本社前の「築地市場正門前」または「国立がん研究センター前」が最寄りの停留所であった。午後5時台が終バスで、日曜日や祝日など休市日には運行していなかった。豊洲移転に伴い、市01系統も豊洲市場行きに変更された。

- また晴海通りにある築地六丁目停留所への利用も可能であり、当停留所には都03・都04・都05・業10系統が経由している。
- 自動車
  - 場内への車両の進入は登録制で、非登録車は終日入場禁止で、関係者でなければ登録資格が無かった。
  - 付近に駐車場は少なく、公共交通機関での利用が望ましい。
  - タクシーは終日入場禁止だった。

## 築地場外市場
築地場外市場は東京都中央区にある商店街である。通称：場外、場外市場、築地場外。築地市場に隣接し、市場と築地四丁目交差点（新大橋通りと晴海通りとの交差点）との間の築地四丁目、築地六丁目にある。築地市場の豊洲市場への移転後も営業を継続しており、はとバスのコースも設定されている。すしざんまい本店（寿司）、小田保（豚カツ、フライ）、近江屋牛肉店（食肉）など、海産物を中心に小売店、飲食店などがある。

## テレビ番組
- 日経スペシャル ガイアの夜明け 崖っぷち!築地魚河岸 冬の陣 〜市場再生に立ち上がる男たち〜（2005年1月11日、テレビ東京）[32]。